# Amangkurat III van Mataram
Amangkurat III, Sri Susuhunan Amangkurat Mas, Amangkurat III of "Sunan Mas" (Gouden Heer), (datum van geboorte onbekend, stierf in ballingschap op Ceylon in 1734), was heerser van Mataram en resideerde in Kartasura. Hij regeerde van 1703 tot 1705.
Amangkurat III werd geboren als Raden Mas Sutikna, enige zoon van Amangkurat II. Volgens de Babad Tanah Jawi was hij de enige zoon omdat zijn moeder de vele vrouwen en bijvrouwen in de kraton met honing, kruiden en toverkunst of "guna" onvruchtbaar had gemaakt.
Mas Sutikna was een manke en slecht gehumeurde man die gemakkelijk boos en jaloers werd op knappere mannen. Als jongeman huwde hij zijn nicht, Raden Ayu Lembah een dochter van Prins Puger. Maar zijn vrouw was later omgebracht omdat ze een affaire met Raden Sukra's zoon Patih Sindureja aanging.
Raden Mas Sukra werd vermoord, terwijl Sutikna Pangeran Puger door boodschappers werd gedwongen Ayu Lembah, zijn eigen dochter, ter dood te veroordelen. Mas Sutikna trouwde daarna met Raden Ayu Himpun, de zus van Ayu Lembah.
Amangkurat III besteeg de troon na de ontijdige dood van zijn vader. Omdat veel hovelingen liever Puger als heerser hadden gezien, scheidde Amangkurat van Raden Ayu Himpun en huwde hij een dorpsmeisje uit Onje dat hij tot zijn nieuwe koningin maakte. De zoon van Puger, Raden Suryokusumo kwam in opstand tegen de heerser van Mataram. Amangkurat gaf in 1704 opdracht om de nakomelingen van Puger te doden.
Prins Puger vestigde zich in Semarang en kreeg voor zijn opstand steun van de Nederlandse Vereenigde Oostindische Compagnie. Geld en wapens stelden Puger in staat om een groot deel van Mataram te veroveren.
De VOC had na de harde klappen die zij in de strijd tegen Surapati had opgelopen, en als gevolg van de oorlog die zij met Bantam voerde op West-Java, pas in het begin van de 18e eeuw de gelegenheid om zich weer in de aangelegenheden van Mataram te mengen. Amangkurat III werd in zijn aanspraken op de troon gesteund door Surapati. De VOC steunde de kandidaat van de hoge adel van Mataram, Amangkurat III's oom Pangeran Puger. Na een korte strijd werd Pangeran Puger in het door de Nederlanders bezette Semarang gekroond als Susuhunan Pakubuwono I van Surakarta (1704). Hierna werd Surapati door VOC generaal Cnol, na zich tot het uiterste te hebben verweerd, bij Bangil voor Pasuruan verslagen (1706). Amangkurat III werd in 1707 gevangengenomen en naar Ceylon in ballingschap afgevoerd. Als dank voor de verleende hulp stond Pakubuwono I van Surakarta de districten Parabyangan en Cirebon op West-Java aan de VOC af, en hij ging akkoord met gedwongen rijstleveranties aan de Nederlanders. Madura viel als gevolg van de eerste Javaanse Successie-oorlog ook in VOC handen.